# Тривожний виліт
Тривожний виліт (рос. Тревожный вылет) — радянський художній фільм 1983 року, знятий на кіностудії «Мосфільм».

## Сюжет
У територіальних водах СРСР виявлений катер-порушник. Військове командування віддає наказ: захопити екіпаж ворожого судна і знешкодити шпигунів. Екіпаж прикордонного вертольота, вилетівши на бойове завдання, знешкоджує ворожу агентуру і в ході операції по захисту державного кордону і рятує рибалок, що потрапили в біду…

## У ролях
- Євген Кіндінов — Олексій Жильцов, капітан
- Олександр Галібін — Володимир Кокорєв, старший лейтенант
- Ірина Димченко — Людмила Світлична
- Володимир Ферапонтов — Микола Самохвалов, прапорщик
- Нієзахмат Мусоєв — Юнус Сафаров, лейтенант
- Володимир Самойлов — Олександр Павлович Флеровський, полковник
- Володимир Гусєв — Вашурін, генерал-майор
- Олександр Бєлявський — Курліхін, радист рибрадгоспу
- Юрій Саранцев — Микола Іванович Юрков, майор
- Борис Бачурін — Владичін, підполковник
- Віра Кузнєцова — Катерина Павлівна, теща Курліхіна
- Улдіс Лієлдіджс — Тойво Августович Хюппенен
- Володимир Вовк — епізод
- Леонід Довлатов — іноземний резидент
- Людмила Карауш — Валентина Іванівна, мати Людмили
- Степан Маурітс — епізод
- Андрес Саутер — епізод
- Микола Сморчков — капітан Федотов, оперативний черговий
- Микола Стоцький — епізод
- Альдо Таммсаар — епізод
- Олександр Філатов — епізод
- Олег Федулов — матрос
- Андрій Ширнін — Вітька, син Флеровського
- Тетяна Новицька — Маліка

## Знімальна група
- Режисер — Володимир Чеботарьов
- Сценаристи — В'ячеслав Хотульов, Володимир Чеботарьов
- Оператор — Борис Брожовський
- Композитор — Андрій Петров
- Художник — Георгій Турильов